# Micropterix lakoniensis
Micropterix lakoniensis és una espècie d'arna de la família Micropterigidae. Va ser descrita per Heath, l'any 1985.
És una espècie endèmica de Grècia.